# Теракты в Дамаске в июне 2013 года
Тера́кты в Дама́ске в ию́не 2013 года — террористический акт, совершенный 23 июня 2013 года террористами-смертниками из группировки «Фронт ан-Нусра» у здания полицейского управления в районе Рукн ад-Дин, что на севере Дамаска, а также у здания департамента безопасности на юге столицы. В результате погибли по меньшей мере пять человек, а еще девять получили ранения.

## Предыстория
В последнее время в пригородах Дамаска шли обстрелы и столкновения правительственных сил с боевиками вооруженной оппозиции. В июне 2013 года в городе неоднократно гремели взрывы.

## События
23 июня 2013 года трое вооруженных боевиков напали на полицейский участок в столице Сирии — Дамаске. Три террориста-смертника привели в действие взрывные устройства у здания полицейского управления в районе Рукн ад-Дин. Террористы были убиты, а взрывные устройства на них сработали до того, как они смогли войти в здание. В результате взрывов погибли пять человек, а еще девять получили ранения.
Террористы предприняли аналогичную попытку в Баб-Мусалла — южном пригороде Дамаска. Еще три террориста пытались войти в здание департамента безопасности, но были обезврежены силами правопорядка. Аналогичный взрыв произошел рядом с пекарней, в результате чего пострадали мирные граждане, есть погибшие.
Спустя два дня после трагедии, 25 июня, сирийское ответвление «Аль-Каиды» — террористическая группировка «Фронт ан-Нусра» взяла на себя ответственность за организацию терактов. В заявлении боевиков говорится, что группа направила семь террористов-смертников в военной форме сирийских вооруженных сил, для атаки как на полицейский участок, так и комплекс сил безопасности.